# Namie Amuro
Namie Amuro (安室奈美恵, Amuro Namie ; Naha, Okinawa, 20 september 1977) is een Japanse zangeres, geboren uit een Japanse vader en een half Italiaanse moeder. Amuro begon haar zangcarrière in 1992 in de groep Super Monkeys. Het nummer waarmee ze in Japan snel bekend werd, was de in het begin van 1995 uitgebrachte single "Try me / Watashi o Shinijite". Na dit succes brak ze datzelfde jaar met haar groep om voortaan als soloartiest samen te werken met de Japanse producer Tetsuya Komuro. Deze samenwerking legde Amuro geen windeieren.

## Discografie

### Albums
- 1995 - Dance tracks vol. 1
- 1996 - Sweet 19 Blues
- 1997 - Concentration 20
- 2000 - Genius 2000
- 2000 - Break the Rules
- 2003 - Style
- 2005 - Queen of Hip-Pop
- 2007 - Play
- 2009 - Past Future
- 2012 - Uncontrolled
- 2013 - Feel
- 2015 - Genic

### Compilatie-albums
- 1996 - Original Tracks Vol.1
- 1998 - 181920
- 2002 - Love Enhanced Single Collection
- 2008 - Best Fiction
- 2011 - Checkmate!
- 2014 - Ballada
- 2017 - Finally

- Bibliothèque nationale de France: cb16935015d (data)
- International Standard Name Identifier: 0000 0000 4117 1384
- Library of Congress Control Number: no2001038802
- MusicBrainz: 888994e5-6f53-4f53-bced-b20482aea42a
- Bibliotheek van het Japanse parlement: 00649079
- Virtual International Authority File: 43948488
- WorldCat: E39PBJfCqvMmpkBDbV4MDPyKh3